# 上海理工大學圖書館
上海理工大學圖書館，是上海理工大學的大學圖書館，其歷史起源於設立於1908年的上海浸會大學堂圖書室和同濟德文醫學堂圖書室，最初藏書僅數百冊。1928年，滬江大學圖書館竣工並啟用，藏書增加到2.6萬冊以上。1949年，滬江大學圖書館擴建部分啟用。這座建築現在作為上海理工大學行政服務中心大樓使用。
現在的上海理工大學圖書館由軍工路主校區主館（即湛恩紀念圖書館）、軍工路1100号校區分館、軍工路南校區分館、復興路校區分館構成。復興路校區分館被列入上海市第三批優秀歷史建築。